# Хосе Карлос Кастільйо Гарсія-Тудела
Хосе Карлос Кастільйо Гарсія-Тудела (ісп. José Carlos Castillo García-Tudela, нар. 3 листопада 1908, Картахена — пом. 10 травня 1981, Богота) — іспанський футболіст, що грав на позиції півзахисника.
Виступав, зокрема, за клуб «Барселона», з якою став чемпіоном Іспанії, а також провів один матч за національну збірну Іспанії.

## Клубна кар'єра
У дорослому футболі дебютував 1926 року виступами за команду «Барселона», в якій провів шість сезонів. За цей час виборов титул чемпіона Іспанії.
Згодом з 1932 по 1936 рік грав у складі команд «Атлетіко», «Сабадель» та «Жирона».
Завершив професійну ігрову кар'єру у французькому клубі «Ред Стар», за яку виступав протягом 1936–1937 років.
Помер 10 травня 1981 року на 73-му році життя у місті Богота (Колумбія).

## Виступи за збірну
1931 року дебютував в офіційних матчах у складі національної збірної Іспанії. Товариська гра проти національної збірної Ірландії стала першим і останнім матчем Хосе Карлоса у складі іспанської національної команди.
| Дата       | Місто     | Господарі | Результат | Гості    | Турнір           | Голи | Примітки |
| ---------- | --------- | --------- | --------- | -------- | ---------------- | ---- | -------- |
| 26/04/1931 | Барселона | Іспанія   | 1 – 1     | Ірландія | товариський матч | -    |          |
| Усього     |           | Матчів    | 1         |          | Голів            | 0    |          |

## Титули і досягнення
- Чемпіон Іспанії (1):
  - «Барселона»: 1929